# Château de la Ville-au-Fourrier
Le château de la Ville-au-Fourrier est un château situé à Vernoil-le-Fourrier, en France.

## Localisation
Le château est situé dans le département français de Maine-et-Loire, sur la commune de Vernoil-le-Fourrier.

## Historique
L'édifice est inscrit au titre des monuments historiques en 2001.